# Proeflokaal
Een proeflokaal is een horecagelegenheid waar de nadruk ligt op het proeven van een bepaalde drank. Vaak zijn proeflokalen verbonden aan een brouwerij, stokerij of wijngoed, maar er bestaan ook veel proeflokalen die onafhankelijk zijn en hun klanten een eigen selectie bijzondere bieren, wijnen, likeuren en/of jenevers bieden. Veel proeflokalen zijn gespecialiseerd: de meeste proeflokalen leggen zich toe op het verkopen van speciaalbier - dit is een relatief nieuwe ontwikkeling, de oudste proeflokalen waren juist gespecialiseerd in jenevers en likeuren. De titel "proeflokaal" is niet beschermd, en in principe kan ieder café zich zo noemen. 